# 대수층

대수층(帶水層, aquifer), 또는 함수층(含水層) 또는 함수대(含水帶)는 물을 충분히 함유, 방출하는, 경제적으로 개발 가능한 암석층 또는 토양층이다.

## 관련 용어

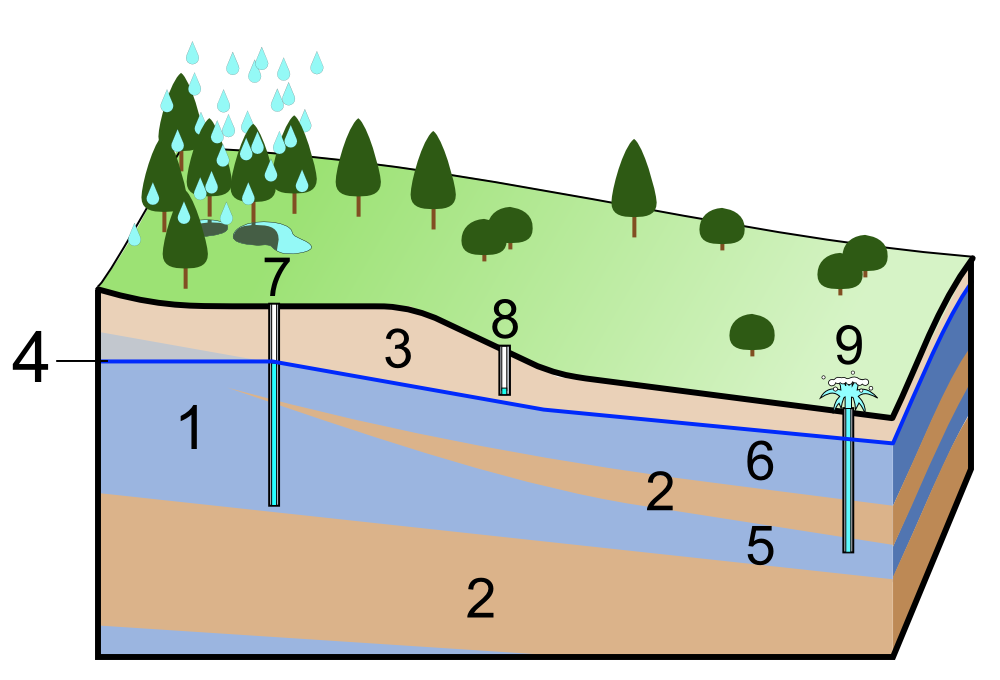
1. 대수층, 2. 반대수층, 3. 비포화영역, 4. 지하수위, 5. 피압대수층, 6. 비피압대수층

- 난대수층(aquiclude) : 거의 불투수층의 토양으로 대수층의 상하부에서 차단층 역할을 한다. 포화된 점토층이 예이다.
- 반대수층(aquitard) : 낮은 투수성을 가진 토층. 물을 통과시킬 수 있다. 포화된 실트층이 예이다.
- 피압대수층(confined aquifer) : 자유수면이 존재하지 않는 대수층. 비교적 불투수성인 암석층 사이에 있어서 대기압보다 큰 압력을 받는다. 피압대수층으로의 물의 이동은 피압대수층 상하의 불투수층으로는 거의 일어나지 않고, 피압대수층이 횡 방향으로 연장되다가 지표면으로 노출되는 곳인 함양지역(recharge area)에서 거의 일어난다.
- 비피압대수층(unconfined aquifer) : 자유수면이 존재하는 대수층

## 피압대수층의 흐름
베르누이 방정식과 다르시의 법칙에 의해, 피압대수층의 유량 Q는
{\displaystyle Q=KA{\frac {\Delta h}{\Delta L}}=KDB\left({\frac {h_{1}-h_{2}}{L}}\right)}
K : 투수계수
A : 통수단면적( = DB)
Δh : ΔL만큼 수평거리에 걸친 수두손실
D : 피압대수층 두께
B : 피압대수층 폭
h1, h2 : 수두

## 비피압대수층의 흐름
비피압대수층의 흐름은 Dupuit 공식에 의해 다음으로 나타난다.
{\displaystyle Q=KB{\frac {{h_{1}}^{2}-{h_{2}}^{2}}{2L}}}

## 같이 보기
- 지하수
- 간헐샘
- 우물
- 화석수

## 참고 문헌
- 이재수 (2018). 《수문학》 2판. 구미서관. ISBN 9788982252914.